# Iván Noel
Yves Noel Couldrey (Beirut, Líbano, octubre de 1968; Alta Gracia, Córdoba, Argentina, 19 de julio de 2021) conocido como Iván Noel, fue un compositor, productor y director de cine independiente de origen francés afincado en Argentina. Sus obras están rodeadas de controversia por la pedofilia y abuso detrás de estas, finalmente lo llevaría a su suicidio.

## Carrera
Noel, nacido en octubre de 1968, trilingüe y con licenciatura en composición musical, empezó a hacer cortometrajes a los once años, usando una cámara de once milímetros y doscientos alumnos de su escuela en Bruselas como extras. Licenciado en educación y en composición de bandas sonoras por la Universidad de York, comenzó su carrera profesional como profesor y, en el ámbito de la música, componiendo y dando conciertos como solista de guitarra clásica y pianista.
En el año de 1993 estuvo preso por la producción de películas, en las que su producción mantuvo relaciones sexuales con niños gitanos, por lo que estuvo dos años tras las rejas.
Entra en el mundo audiovisual a través de la realización de cortometrajes, hasta que en 2006 decidió vender su casa para financiar el rodaje del que iba a ser su primer largometraje, En tu ausencia (2008). En él, el autor se reconoció deudor del realismo de Ken Loach. Esta película fue rodada entre Jerez y la Sierra de Cádiz. Se trata de una producción de bajo presupuesto realizada con actores desconocidos, pero que enseguida despertaría el interés de la crítica. Fue seleccionada en varios festivales, entre ellos Vancouver, Palm Springs, Chicago, Bahamas, Atenas, etc. En Vancouver, fue la quinta película más votada por el público entre más de doscientos filmes, quedando por delante de Los girasoles ciegos. Vanguard International Cinema se hizo con la distribución de la cinta en Norteamérica, y llegó a estar entre los diez DVD españoles más vendidos en este territorio. Curiosamente, no ha sido estrenada ni distribuida en España.
Para el siguiente proyecto, el director se trasladó a un pueblo de Sevilla, Lebrija, donde vivió un año para estudiar a la gente del lugar y así poder sacar lo mejor de cada uno de los personajes. Para su financiación, Noel –que carecía de presupuesto– ideó una fórmula en la que, a través de patrocinios y donaciones, alquileres gratuitos y el trabajo voluntario de los actores, hicieron posible el rodaje del filme. Se grabó durante el verano de 2008 y se estrenó en 2009 con el título de Brecha. Fue recibida con mucho entusiasmo en su preestreno. Se trata de la narración, tan viva como realista, de la costosa reconciliación entre un padre recién salido de cárcel y su hijo de doce años que no habían tenido ocasión de enfrentarse a una tragedia familiar ocurrida cuatro años antes.
¡Primaria! (2010) es su tercer largometraje. Lo rodó en el Colegio de San Francisco de Paula de Sevilla. Estuvo un año dando clases de arte a niños. Noel la definió como «una comedia sobre las entrañas de la enseñanza primaria protagonizada por tres alumnos, José Joaquín, Carlos y Carmen». Describe también la vida del claustro de profesores, centrándose sobre todo en tres de ellos. Uno de los mejores logros es que consigue trasmitir la vida personal de estos profesores más allá de su trabajo, sin llegar a narrar ni un solo suceso de ellas.
Con Vuelve (2012), Noel dio un giro a su carrera para ofrecer un thriller de terror. Rodada en Argentina, trata sobre un niño que pierde a su madre en circunstancias extrañas. Ella se comunica con él desde el más allá buscando el reencuentro, pero el desenlace nos llevará por sórdidos caminos. Noel se aparta de su estilo realista e intimista, pareciendo buscar el favor comercial.
Su siguiente proyecto, Limbo (2013), siguió los pasos de Vuelve. En estas dos últimas películas, la infancia deja de ser el tema principal para convertirse en un medio para impactar al espectador.
Noel también ha realizado videoclips. En 2012 estrenó uno para la banda islandesa Sigur Ros.
En el año 2019 se le encontró culpable en Altos del Sena por abuso de un menor de 11 años al que violo, por lo que fue condenado por 12 años de reclusión y fue incluido en el registro francés de violadores, algo que no pudo realizar por no estar en el país galo.

## Fallecimiento
Iván Noel se suicidó el 19 de julio de 2021 en la ciudad de Alta Gracia, provincia de Córdoba, luego de que fuera denunciado por tres adolescentes por abuso sexual durante el rodaje de su última película. Horas antes de realizar tal acción, grabó un video de despedida que subió a YouTube antes de quitarse la vida. Tenía cincuenta y dos años. Luego de su muerte, se supo que pertenecía a una red de tráfico de pornografía infantil.

## Filmografía

### Largometrajes
- 2008 - En tu ausencia
- 2009 - Brecha
- 2010 - ¡Primaria!
- 2012 - Vuelve
- 2013 - Limbo (Children Of The Night)
- 2014 - Ellos volvieron (They Returned)
- 2017 - La Tutora (Burnt Knees)
- 2018 - Nine meals from chaos
- 2019 - Rechazados (Rejected)
- 2020 - Cordero de Dios (Lamb of God)